# Hemsleya ellipsoidea
Hemsleya ellipsoidea är en gurkväxtart som beskrevs av Lian Dai Tai Shen och W.J. Chang. Hemsleya ellipsoidea ingår i släktet Hemsleya och familjen gurkväxter. Inga underarter finns listade i Catalogue of Life.